# 国鉄タキ19700形貨車
国鉄タキ19700形貨車（こくてつタキ19700がたかしゃ）は、かつて日本国有鉄道（国鉄）及び1987年（昭和62年）4月の国鉄分割民営化後は日本貨物鉄道（JR貨物）に在籍した私有貨車（タンク車）である。

## 概要
本形式は、希硫酸専用の35t 積タンク車として1970年（昭和45年）から1975年（昭和50年）にかけて2ロット6両（コタキ19700 - コタキ19705）が、日本車輌製造の1社のみで製作された。
記号番号表記は特殊標記符号「コ」（全長 12 m 以下）を前置し「コタキ」と標記する。
本形式の他に希硫酸を専用種別とする形式は、タ1370形（3両）、タ1400形（3両）、タ1900形（4両）、タム3500形（6両）、タラ300形（13両）、タサ400形（14両）、タサ2100形（1両）、タキ1450形（1両）、タキ1700形（31両）、タキ4700形（3両）、タキ4750形（6両）、タキ7600形（2両）の12形式がある。
落成時の所有者は、日本石油輸送、日本曹達の2社であり、その各々の常備駅は、福島県郡山市の郡山駅、新潟県上越市の二本木駅である。
1973年（昭和48年）1月19日に日本石油輸送所有車4両（コタキ19700 - コタキ19703）が安宅産業（その後伊藤忠商事に吸収合併された）へ名義変更された。
1979年（昭和54年）10月より化成品分類番号「侵81」（侵食性の物質、腐食性物質、危険性度合2（中））が標記された。
タンク体材質は、一般構造用圧延鋼材 （SS41、現在のSS400）製であり、このため内部に腐食防止のためのゴムライニング処理が施されている。タンク体には「（内部ゴムライニング）」と標記された。
荷役方式は、タンク上部の液入管からの上入れ、液出管と空気管使用による上出し方式である。
全長は10,800mm、全幅は2,438mm、全高は3,683mm、台車中心間距離は6,700mm、実容積は25.0m3、自重は15.5t、換算両数は積車5.5、空車1.6である。
1987年（昭和62年）4月の国鉄分割民営化時には4両がJR貨物に継承されたが、最後まで在籍した2両（コタキ19704, コタキ19705）が2004年（平成16年）9月に廃車となり同時に形式消滅となった。

### 年度別製造数
各年度による製造会社と両数、所有者は次のとおりである。（所有者は落成時の社名）
- 昭和45年度 - 4両
  - 日本車輌製造 4両 日本石油輸送（コタキ19700 - コタキ19703）
- 昭和50年度 - 2両
  - 日本車輌製造 2両 日本曹達（コタキ19704 - コタキ19705）